# Gallo-Romeinse Rijk
Het Gallo-Romeinse Rijk, ook wel Domein van Soissons of Rijk van Syagrius (Latijn: Regnum Romanorum of Regnum Syagrii), bestond in de tweede helft van de 5e eeuw in de voormalige Romeinse provincie Gallia Lugdunensis. Het rijk werd gesticht door Aegidius, een Romeinse generaal die zich in 461, toen de verbinding met de rest van het rijk verloren ging, van het West-Romeinse Rijk afscheidde. Dit Gallo-Romeinse Rijk werd geleidelijk omringd door Germaanse koninkrijken. De laatste Gallische heerser stond bekend als Rex Romanorum ('koning der Romeinen'). In 486 werden de Gallo-Romeinen verslagen door de Franken onder leiding van Clovis.

## Geschiedenis
Het Gallo-Romeinse Rijk vond zijn oorsprong tijdens de regering van de West-Romeinse keizer Majorianus (457-461). Deze keizer benoemde Aegidius tot magister militum van het Romeinse leger in de Gallische provincies. Het keizerlijk gezag stelde omstreeks die tijd niet zoveel meer voor, want het leger was onderbemand en leunde voornamelijk op Germaanse foederati eenheden. De plotselinge dood van Flavius Aëtius in 454 en het eigenmachtige optreden van de diverse Germaanse volken was hier debet aan. Steeds vaker moesten de Romeinen lijdzaam toezien dat in grote delen van hun rijk de feitelijke macht door de Germanen werd uitgeoefend, en dat de verdragen die decennia daarvoor met hun afgesloten waren, weinig meer voorstelden. Tijdens het bewind van Majorianus was alleen het noordwesten van Gallië nog in Romeinse handen, slechts verbonden door een smalle strook met de Romeinse territoria in Auvergne, Provence en Languedoc die het gebied verbond met Italia. Na de dood van de keizer in 461 werd centraal Gallië in bezit genomen door de Bourgonden, waardoor het noordwesten voorgoed geïsoleerd raakte van het Romeinse keizerrijk.
Aegidius was gelieerd aan Childerik I, de koning van de Salische Franken in Doornik. Hij hielp hem in 463 bij Orléans een overwinning op de Visigoten te behalen. Volgens Gregorius van Tours zou Aegidius tijdens het ballingschap van Childerik, de Franken van Doornik zelfs geregeerd hebben. Het is mogelijk dat het verzoekschrift Verzuchtingen van de Britten, dat verwijst naar een Romano-Brits verzoek om militaire bijstand na het Romeinse vertrek uit Britannia aan Aegidius gericht kan zijn geweest.
Aegidius bleef tot aan zijn dood, hetzij door vergif hetzij door geweld, in 464 aan de Loire aan de macht. Hij is mogelijk op bevel van een van Childeriks rivalen vermoord. Zijn comes Paulus van Angers werd kort daarna eveneens vermoord, mogelijk tijdens dezelfde campagne. Na Aegidius' verscheiden nam zijn zoon Syagrius de positie van zijn vader als heerser over. Syagrius bediende zich tijdens zijn regering van de titel dux (een provinciaal militair commandant). De naburige Germaanse stammen noemden hem echter de "Koning van de Romeinen"; vandaar de naam van zijn enclave.
Onder het bewind van Syagrius weigerde het Gallo-Romeinse Rijk de nieuwe regering van Odoaker te erkennen. Deze had eerder dat jaar de laatste West-Romeinse keizer Romulus Augustulus afgezet. Hoewel zowel Syagrius als Odoaker boodschappers naar het Oost-Romeinse Rijk stuurden, koos de Oost-Romeinse keizer Zeno ervoor om zijn legitimiteit te verlenen aan Odoaker en niet aan Syagrius. Het Gallo-Romeinse Rijk sneed alle banden met Italia door en had zover bekend ook geen verder contact meer met het Oost-Romeinse Rijk. Zelfs na 476 bleef Syagrius echter beweren dat hij slechts een Romeinse provincie bestuurde, hoewel het Gallo-Romeinse Rijk in feite een onafhankelijke regio was.
Childerik overleed omstreeks 481, waarna zijn zoon Clovis I de Frankische koning werd. Clovis voerde voortdurend oorlog tegen Syagrius en nam uiteindelijk al zijn grondgebied over. Syagrius verloor in 486 de finale slag bij Soissons; deze overwinning werd door velen gezien als de grootste overwinning van Clovis. Syagrius vluchtte naar de Visigotische koning Alaric II, maar de Franken dreigden met oorlog als Syagrius niet aan hen zou worden uitgeleverd. Zo geschiedde, Syagrius werd uitgeleverd aan Clovis, die hem in 486/7 liet executeren. Hiermee kwam er tevens een einde aan het Gallo-Romeinse rijk.
Clovis I regeerde de Franken tot zijn dood in 511. Na zijn dood werd het Frankische Rijk in vier koninkrijken verdeeld, een voor elk van zijn zonen. Chlotarius I kreeg het gebied dat vroeger werd geregeerd door Syagrius en nu Neustrië (het nieuwe land) werd genoemd (Chlotarius werd zelf een decennium na de dood van Syagrius in Soissions geboren). Door bekwame diplomatie, het voeren van oorlogen en moord op zijn familieleden, werd Chlotarius rond 555 koning van geheel Gallië.
Toen Chotarius I in 561 stierf, werd het Frankische rijk opnieuw verdeeld, nu in drie koninkrijken, een voor elke zoon. Het westelijke koninkrijk van Neustrië werd nog steeds bestuurd vanuit Soissons. Dit hield aan totdat de Franken wederom werden verenigd, nu onder de Neustrische koning Chlotarius II in 613.

## Heersers
Hieronder volgt een lijst van de Gallo-Romeinse heersers van dit rijk.
- Aegidius 457-464
- Paulus 464
- Syagrius 464-486

## Voetnoten
1. 1 2 3 4 5  Penny MacGeorge. Late Roman Warlords. Google Books. ISBN 9780199252442.
2. ↑  Michael Frassetto. Encyclopedia of barbarian Europe. Google Books. ISBN 9781576072639.
3. ↑  George Muir Bussey, Thomas Gaspey and Théodose Burette. A History of France and of the French People. Google Books.